# Anne-Li Sjölund
Anne-Li Sjölund (Sundsvall, 1 de agosto de 1966) é uma política sueca. Desde 14 de setembro de  2021 Anne-Li serve como membro do Riksdag em representação do círculo eleitoral do condado de Västernorrland. Ela tornou-se um membro do parlamento sueco após a renúncia de Emil Källström.